# Saurauia vagans
Saurauia vagans är en tvåhjärtbladig växtart som beskrevs av Friedrich Ludwig Diels. Saurauia vagans ingår i släktet Saurauia och familjen Actinidiaceae. Inga underarter finns listade i Catalogue of Life.